# شعيب التلمساني
أبو بكر بن شعيب بن علي الجليلي التلمساني شعيب بن علي بن محمد بن فضل الله بن عبد الله بن خليفة البوبكري الجليلي التلمساني، أبو بكر: أديب، شاعر، له مشاركة في أنواع من العلوم، ولد ونشأ بتلمسان، وعائلته فيها معروفة. مثل الجزائر وتونس في مؤتمرالمستتشرقين في ستوكهولم سنة 1307 هـ 1889م. ولي قضاء تلمسان، وكان من أعضاء مجلس الشورى العلمي بها. وقد شرحه محمد بن عبد الرحمن الديسي وقرظه تقريظا حسنا الاستاذ الإمام الشيخ محمد عبده.

## مؤلفاته
- «زهرة الريحان في علم الألحان أو بلوغ الأرب في موسيقى العرب»
- «المعلومات الحسان في مصنوعات تلمسان»
- «الرجز الكفيل بذكر عقائد أهل الدليل» وقد شرحه محمد بن عبد الرحمن الديسي وقرظه تقريظا حسنا الاستاذ الإمام الشيخ محمد عبده.[5]